# Toyota Century
Toyota Century – luksusowy samochód osobowy produkowany przez japońską firmę Toyota od 1967 roku, sztandarowy model koncernu. Dostępny wyłącznie jako 4-drzwiowy sedan. Do napędu używano benzynowych silników V8 o pojemności 3,0, 3,4 i 4,0 l (generacja I) oraz V12 5,0 l (generacja II). Moc przenoszona jest na oś tylną poprzez 3-, 4- lub 6-biegową automatyczną bądź 3- lub 4-biegową manualną skrzynię biegów. W latach 1967–1997 była produkowana pierwsza generacja modelu, w latach 1997-2017 druga generacja, od 2017 roku produkowana jest trzecia generacja modelu.

## Dane techniczne ('67 V8 3.0)

### Silnik
- V8 3,0 l (2981 cm³), 2 zawory na cylinder, OHV
- Układ zasilania: gaźnik
- Średnica cylindra × skok tłoka: 78,00 mm × 78,00 mm
- Stopień sprężania: 9,8:1
- Moc maksymalna: 172 KM (127 kW) przy 5600 obr./min
- Maksymalny moment obrotowy: 246 N•m przy 3600 obr./min
- Prędkość maksymalna: 170 km/h

## Dane techniczne ('01 V12 5.0)

### Silnik
- V12 5,0 l (4996 cm³), 4 zawory na cylinder, DOHC
- Układ zasilania: wtrysk
- Średnica cylindra × skok tłoka: 81,00 mm × 80,80 mm
- Stopień sprężania: 10,5:1
- Moc maksymalna: 280 KM (206 kW) przy 5200 obr./min
- Maksymalny moment obrotowy: 481 N•m przy 4000 obr./min

## Galeria

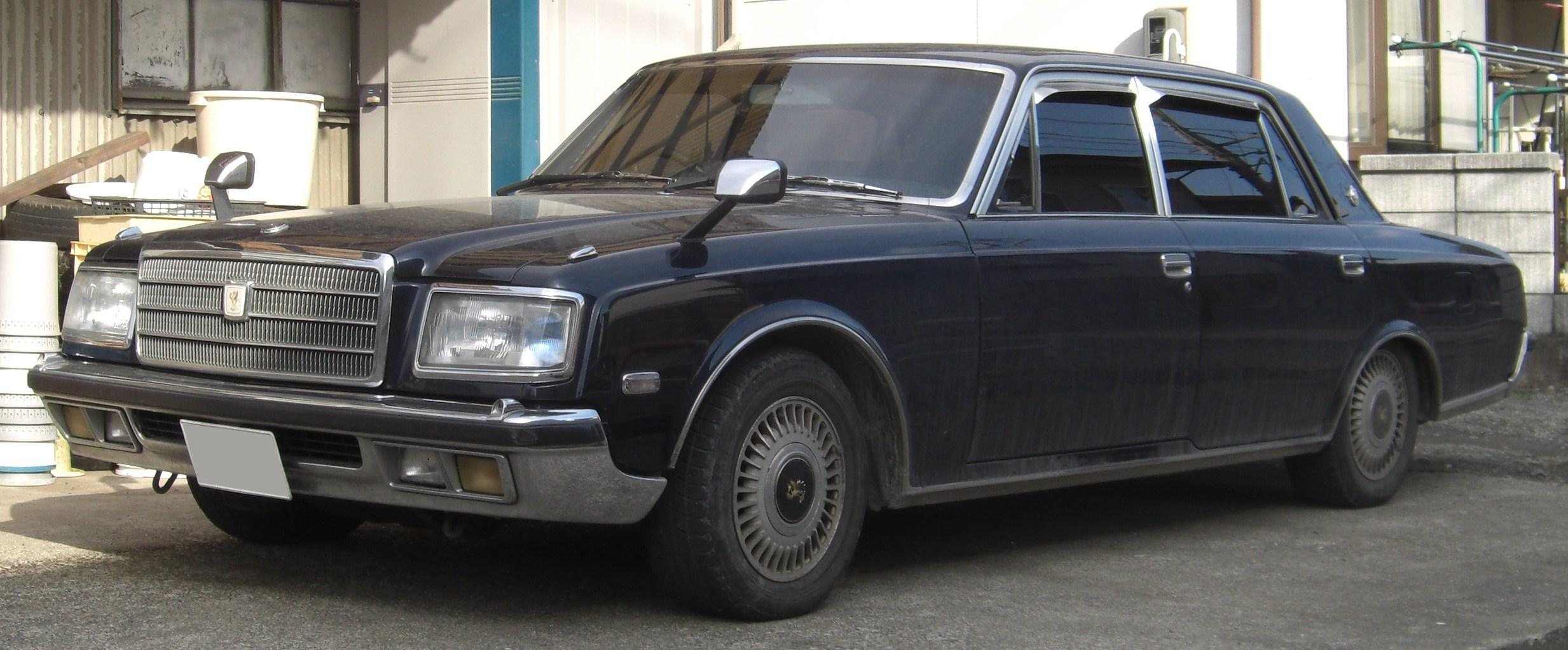
'82 Century - przód nadwozia
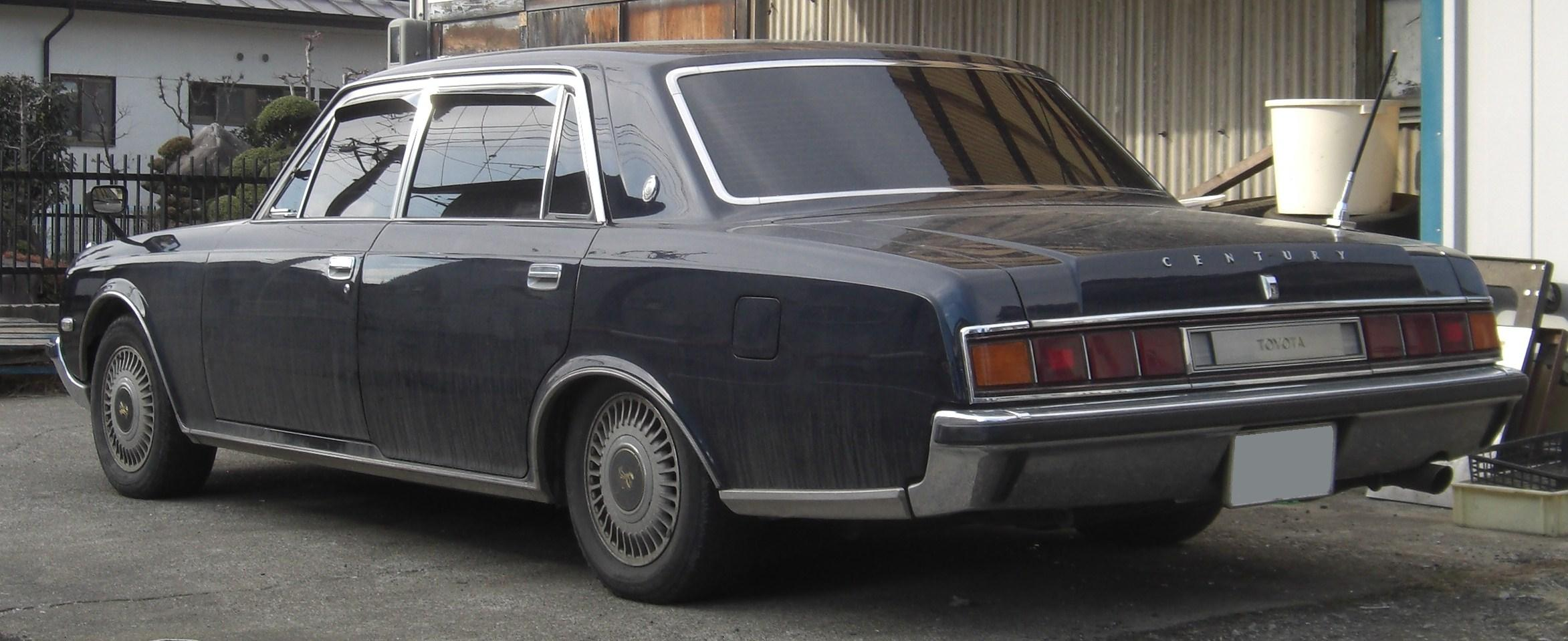
'82 Century - tył nadwozia
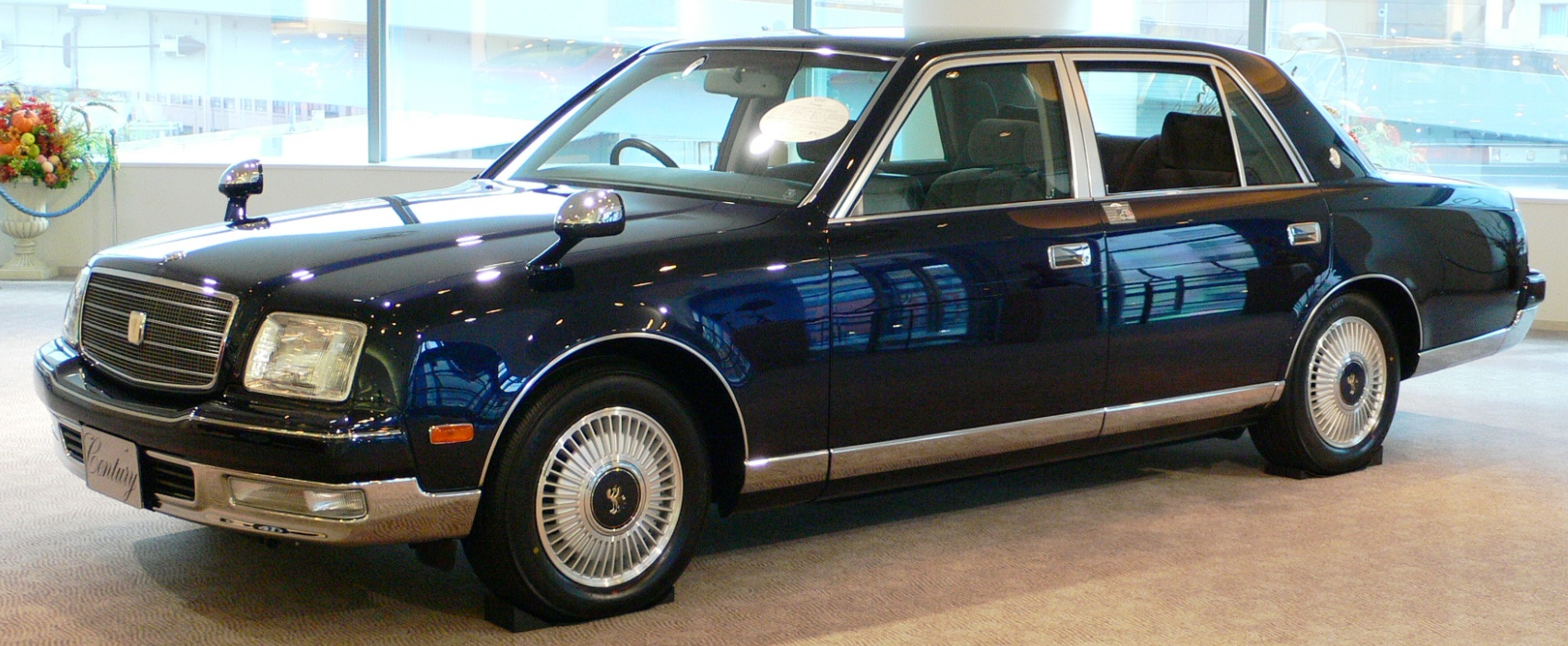
'97 Century - przód nadwozia
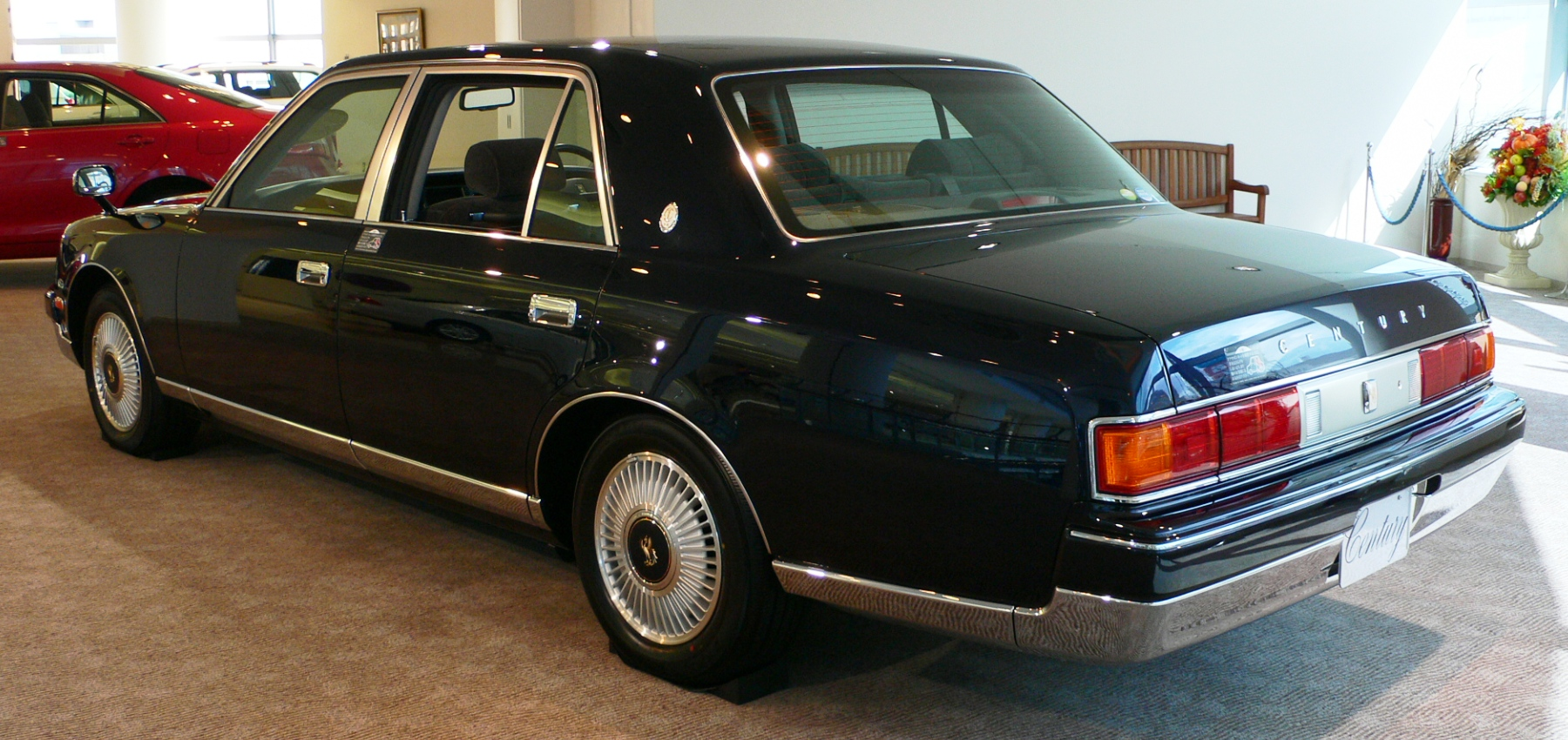
'97 Century - tył nadwozia
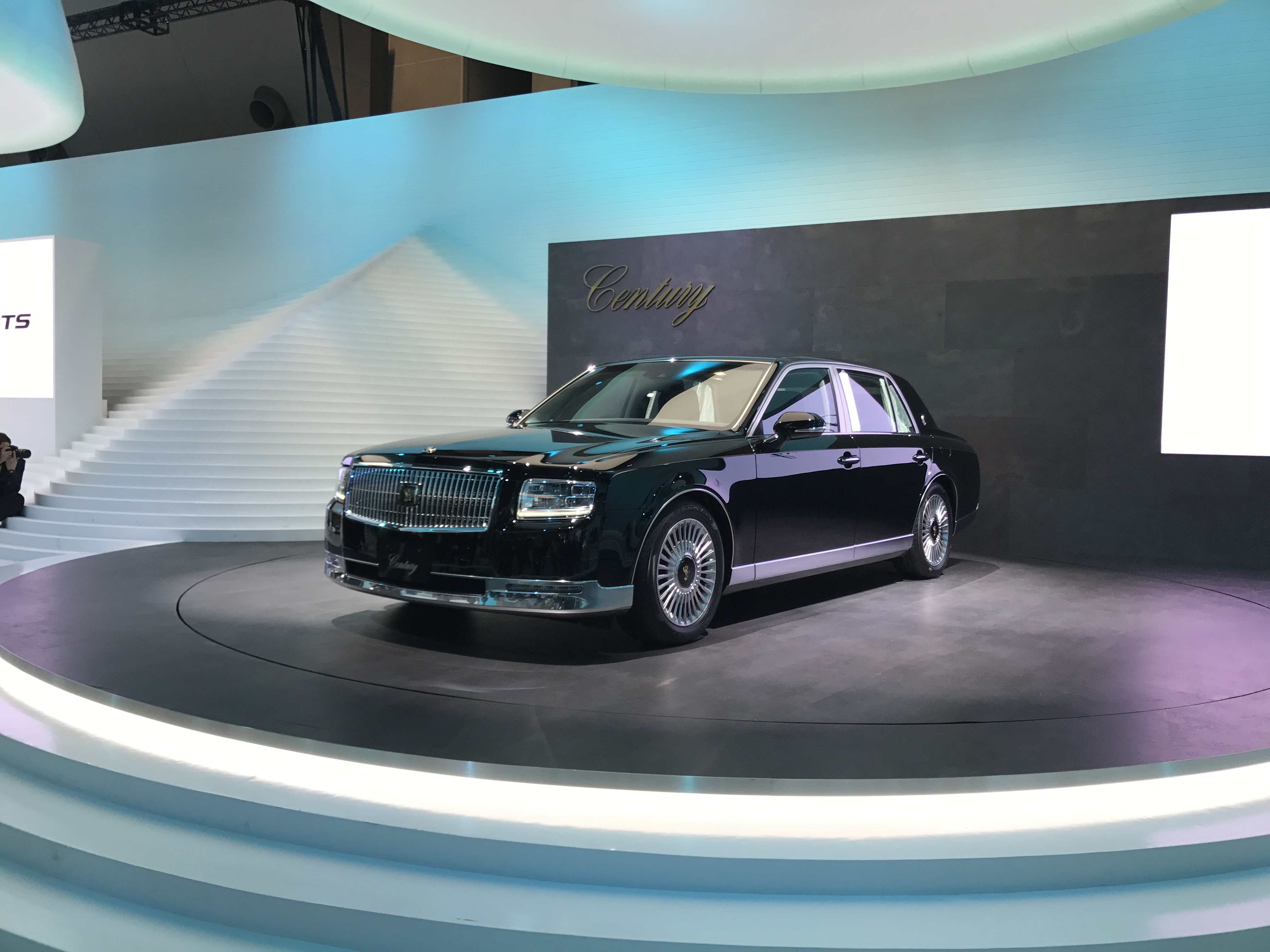
Century 3. generacji 2017 - przód
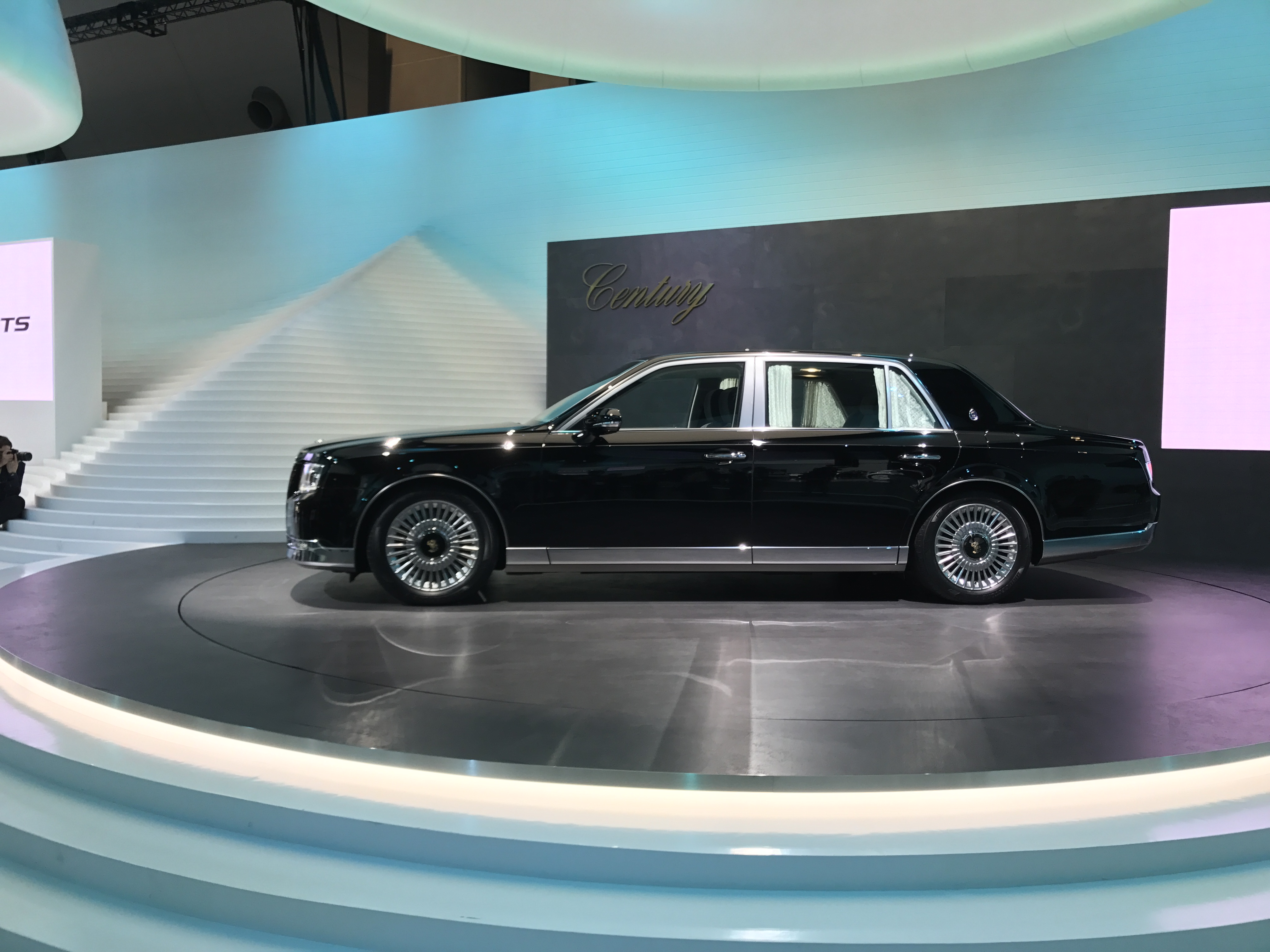
Century 3. generacji 2017 - bok
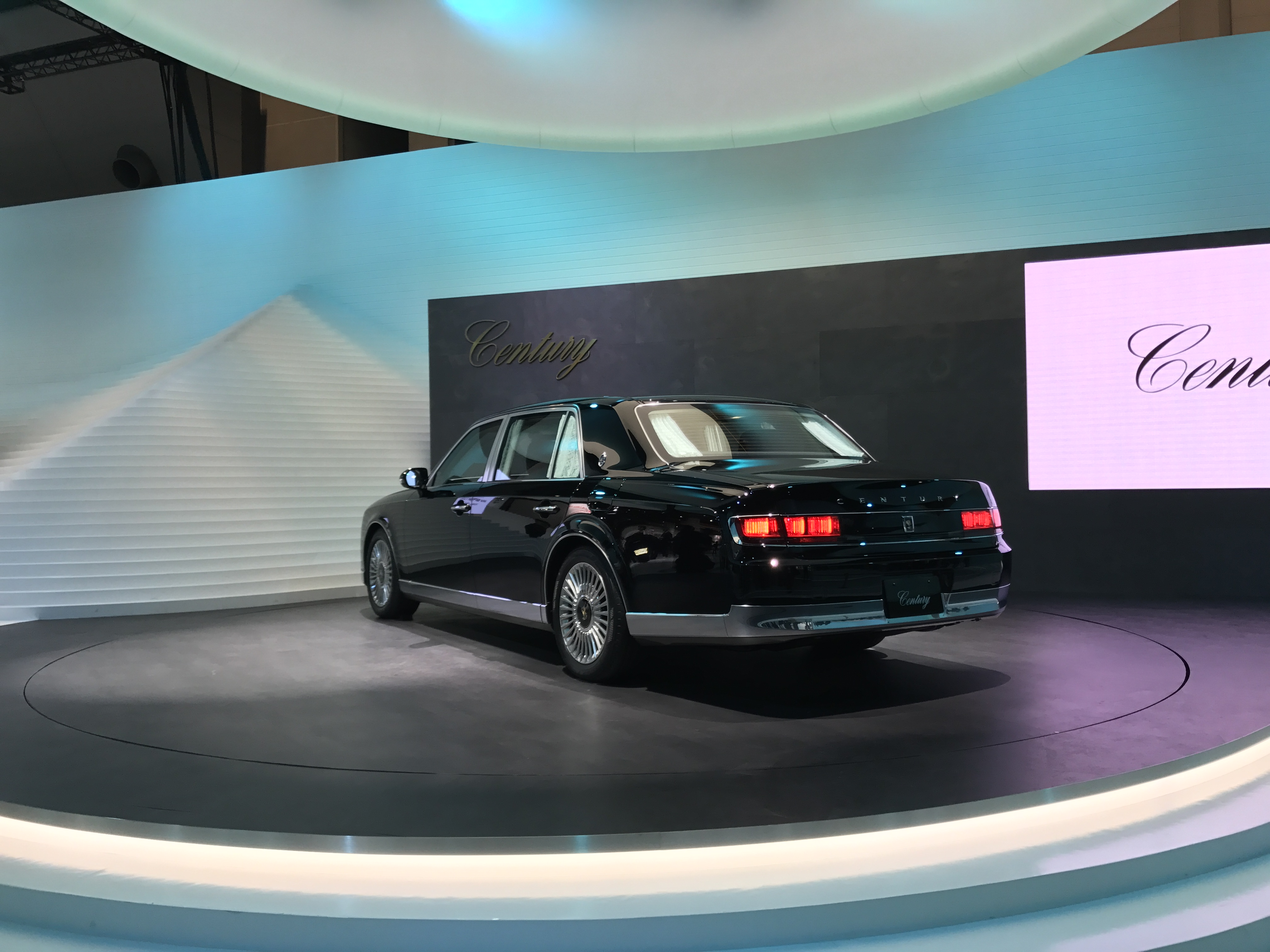
Century 3. generacji 2017 - tył